# Ceephax Acid Crew

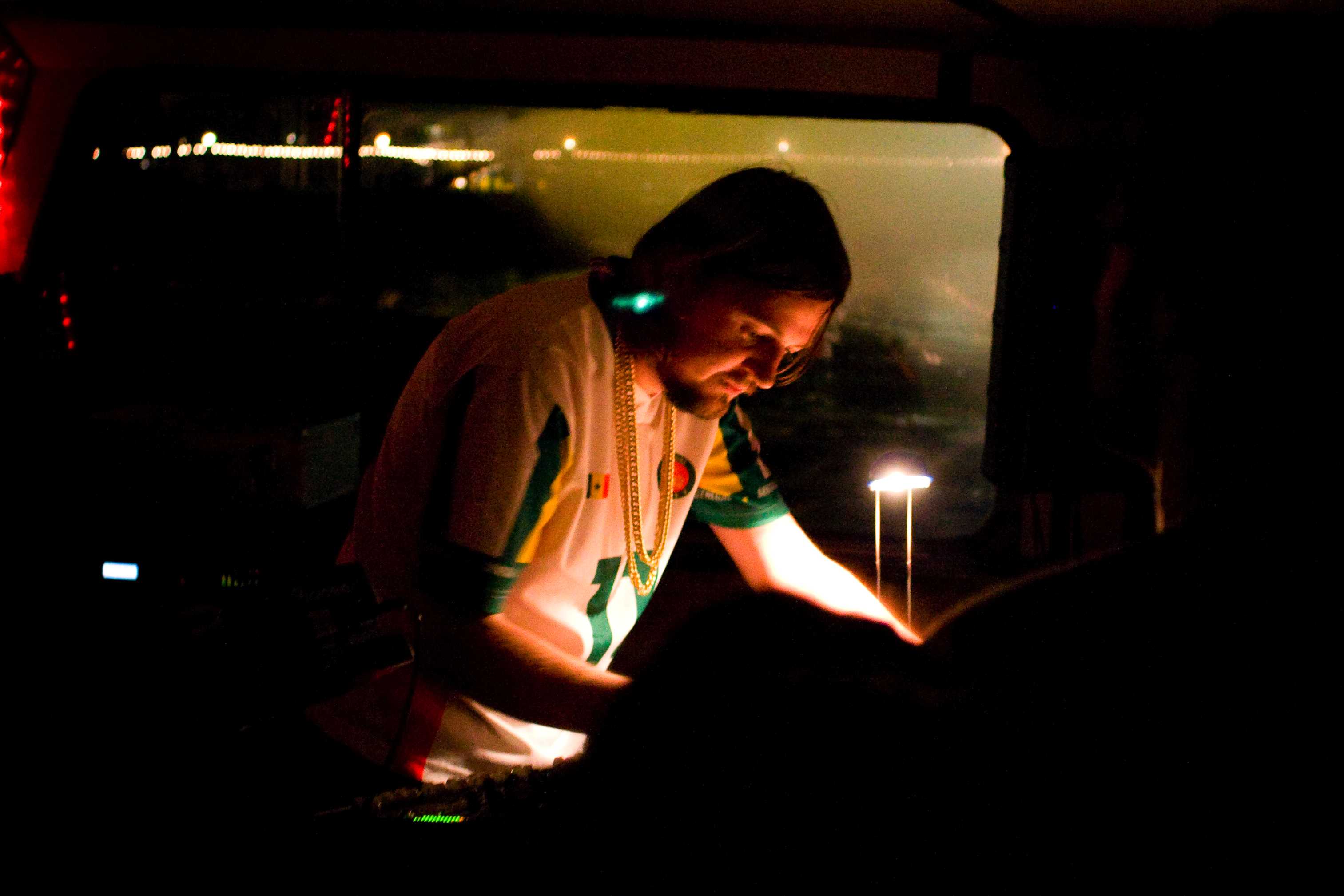
Ceephax Acid Crew

Ceephax Acid Crew of kortweg Ceephax is het pseudoniem van de Britse acidhouse- en Drum&bass-muzikant Andy Jenkinson. De naam Ceephax is een verwijzing naar BBC-teletekstservice Ceefax (See facts).
Zijn interesse in muziekmaken is gewekt door zijn broer Thomas Jenkinson, beter bekend als Squarepusher. Ceephax begon in 1997 muziek op te nemen met een cassetterecorder en bracht zijn muziek uit op undergroundlabels, later ook op Rephlex Records en remixen op Warp Records.
Bij optredens gebruikt hij analoge en vroeg-digitale synthesizers en drumcomputers. Hij speelt old school house, acid house, techno, drum and bass en gabber. Ceephax speelde in 2006 in LVC in Leiden en op de festivals Incubate, GOGBOT en in november 2010 op Langweiligkeit Festival.